# Catherine MacKenzie
Catalina Dunlop MacKenzie (Baddeck, c. 1894 - Nueva York, 24 de octubre de 1949) fue una periodista canadiense radicada en Estados Unidos.

## Biografía
MacKenzie nació en el pequeño pueblo de Baddeck, Nueva Escocia alrededor de 1894. Baddeck fue el sitio de la casa de verano de Alexander Graham Bell, y hacia el final de su vida pasó cada vez más tiempo allí realizando experimentos. Durante los ocho años anteriores a la muerte de Bell en 1922, MacKenzie trabajó como su secretaria personal y asistente de investigación. En 1928 publicó una biografía de Bell titulada Alexander Graham Bell: The Man Who Contracted Space.
Para 1929 se había mudado a la ciudad de Nueva York, donde inicialmente encontró trabajo escribiendo una serie de artículos de periódicos y revistas sobre su provincia natal de Nueva Escocia, que fueron pagados por el gobierno provincial. Más tarde se convirtió en la editora de padres e hijos de The New York Times, cargo que ocupó hasta su muerte. En 1947, recibió el premio Lasker por su trabajo sobre enfermedades mentales, en relación con su columna habitual "Padres e hijos".
MacKenzie se casó con el escritor estadounidense Edward Hale Bierstadt en 1926.